# Église de la Martorana
L'église de la Martorana, appelée aussi Santa Maria dell'Ammiraglio (Sainte-Marie-de-l'Amiral), située à Palerme sur la place Bellini, est une église en croix grecque qui connut des transformations importantes aux XIIIe et XIVe siècles. Les offices — catholiques — y sont célébrés dans le rite byzantin. Ses parties les plus anciennes sont représentatives d'une architecture byzanto-normande commune en Sicile à cette époque.

## Histoire

### Fondation

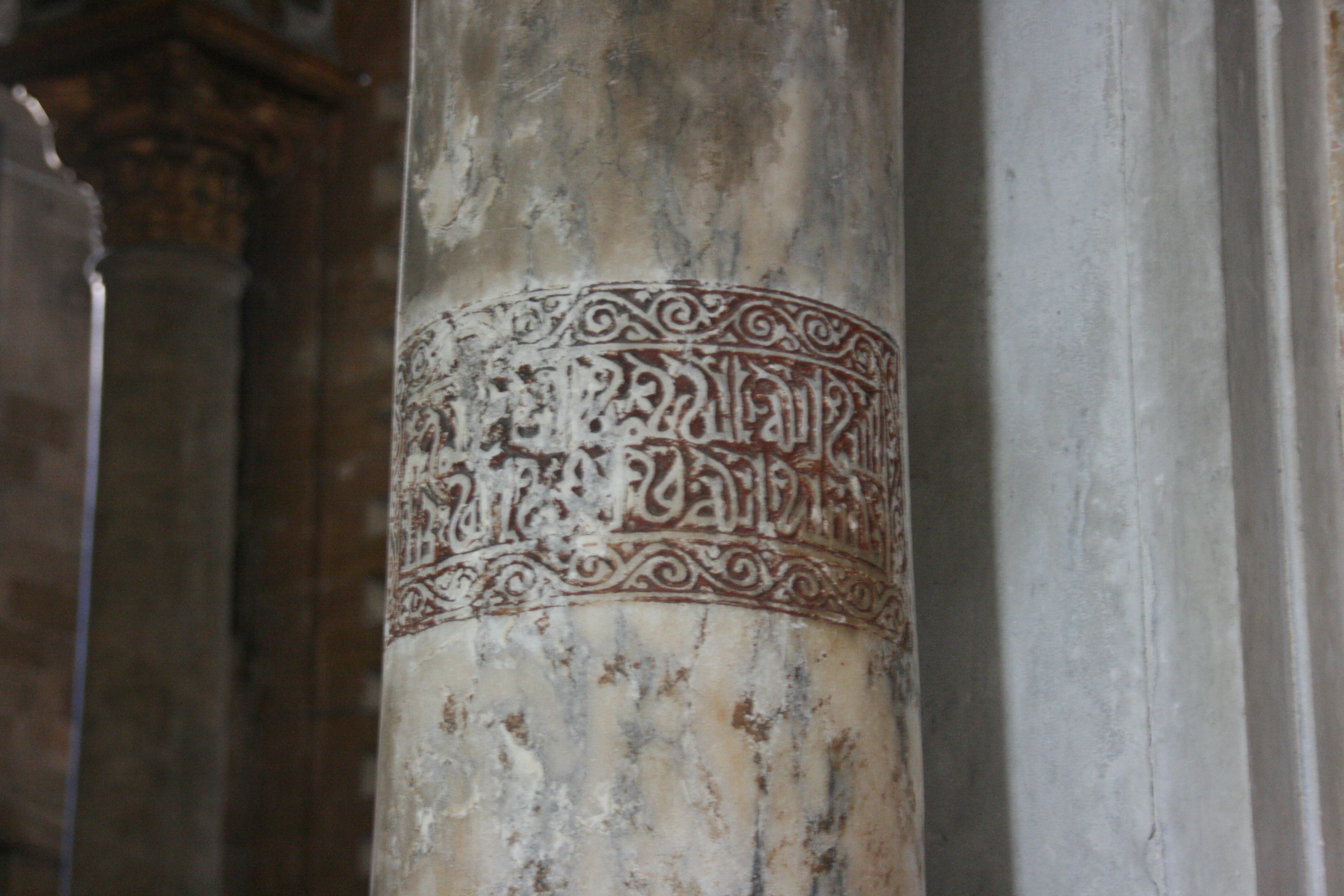
Inscription arabe.

Comme le montre une inscription gréco-arabe de 1143, une inscription grecque sur la façade Sud extérieure et sa transcription sur des mosaïques pour la consécration de l'édifice, l'église fut fondée en 1143, selon la volonté de Georges d'Antioche (1080-1151).
Grand amiral, grec orthodoxe, syriaque (né en Syrie), il fut au service du roi normand Roger II (1095-1154) comme son principal ministre de 1108 à 1151. La présence en Sicile de cet homme, à la carrière militaire et administrative brillante, est attestée dès 1114
Le sanctuaire fut consacré à la Vierge Marie en 1152 , d'où son nom « Santa Maria dell'Ammiraglio » , et un programme iconographique, notamment les mosaïques, qui lui est principalement dédiée.

### Éléments d'architecture primitive
La partie la plus ancienne de Sainte-Marie de l’Amiral possédait un plan en forme de croix grecque inscrite. Elle est ordonnée et décorée comme une église byzantine à quatre colonnes portant une coupole centrale sur trompes, décorée de mosaïques à fond d'or, hormis pour les arcs brisés d'inspiration normande.
À l’est se trouvent trois absides semi-circulaires et saillantes, la principale constituant le sanctuaire. L’entrée d'origine, à l’ouest, était probablement constituée de trois portes. Il ne reste aujourd'hui que le portail central, donnant sur un narthex (très retravaillé au XVIIe siècle) et une cour intérieure comme dans les premières églises chrétiennes. Dans cette partie du bâtiment, se trouvait probablement la tombe du fondateur et de sa femme.
La structure des murs extérieurs, dotés de niches peu profondes, dont les fenêtres sont encadrées par une série d’arcs concentriques, trouve aussi des parallèles dans la tradition islamique
On accède à l'église par un campanile-portique dont le dôme détruit lors du tremblement de terre de 1726, n'a jamais été reconstruit. Il s'agit d'une construction à trois ordres sur plan carré du XIIe siècle, très influencée par l'architecture normande entre style roman et gothique primitif. Il est ouvert en bas par de larges arcades surmontées de trois étages de fenêtres polylobées à deux baies jumelées. Les tourelles d’angles ornées de colonnes au dernier étage s’inspirent également des traditions architecturales normandes. Autrefois séparé du bâtiment, il a été rattaché à l'église au XVIe siècle, lors de l'adjonction de deux travées.
Ibn Djubayr la décrit en 1184 comme « l'un des édifices des infidèles les plus extraordinaires que nous ayons vus » :

« Nous l’avons visitée le jour de la Nativité qui est pour les chrétiens une très grande fête à laquelle ils se rendent en foule, hommes et femmes. Son architecture nous offrit un spectacle indescriptible, tel qu'il faut décider qu'elle est le plus merveilleux des ouvrages de ce bas-monde. Ses murs sont, à l'intérieur, entièrement revêtus d’or, avec des plaques de marbre de différentes couleurs, tel qu'on n'en vit jamais de pareil ; les murs sont ornés partout de mosaïques d'or et couronnés d’arborescences en mosaïque verte. A la partie supérieure s’alignent harmonieusement des fenêtres aux vitraux dorés, dont les feux étincelants ravissent le regard et seraient capables de jeter dans les âmes un trouble dont nous prions Dieu de nous garantir. On nous apprit que celui qui l'a construite, et dont elle porte le nom, y a dépensé des tonnes d'or, il était ministre du grand-père de l'actuel roi polythéiste. Cette église a un clocher qui repose sur des piliers-colonnes en marbre de différentes couleurs, et une coupole y est élevée sur d'autres colonnes ; on l'appelle le "Clocher des colonnes". C'est la construction la plus extraordinaire qui soit. »

### Destinée de l'édifice
En 1193, les maisons voisines furent affectées à un couvent dédié à Saint Basile. En 1394, ce dernier est cédé aux bénédictins de la couronne normande. Il devient le couvent de la Martorana, soit du nom de son fondateur (Goffridus de Marturana ou Eloisa della Martorana selon les versions), soit du nom des propriétaires du terrain. En 1433 / 1434 l'église est intégrée à l'ensemble monastique et prend à son tour le nom de Martorana.

### Modifications ultérieures

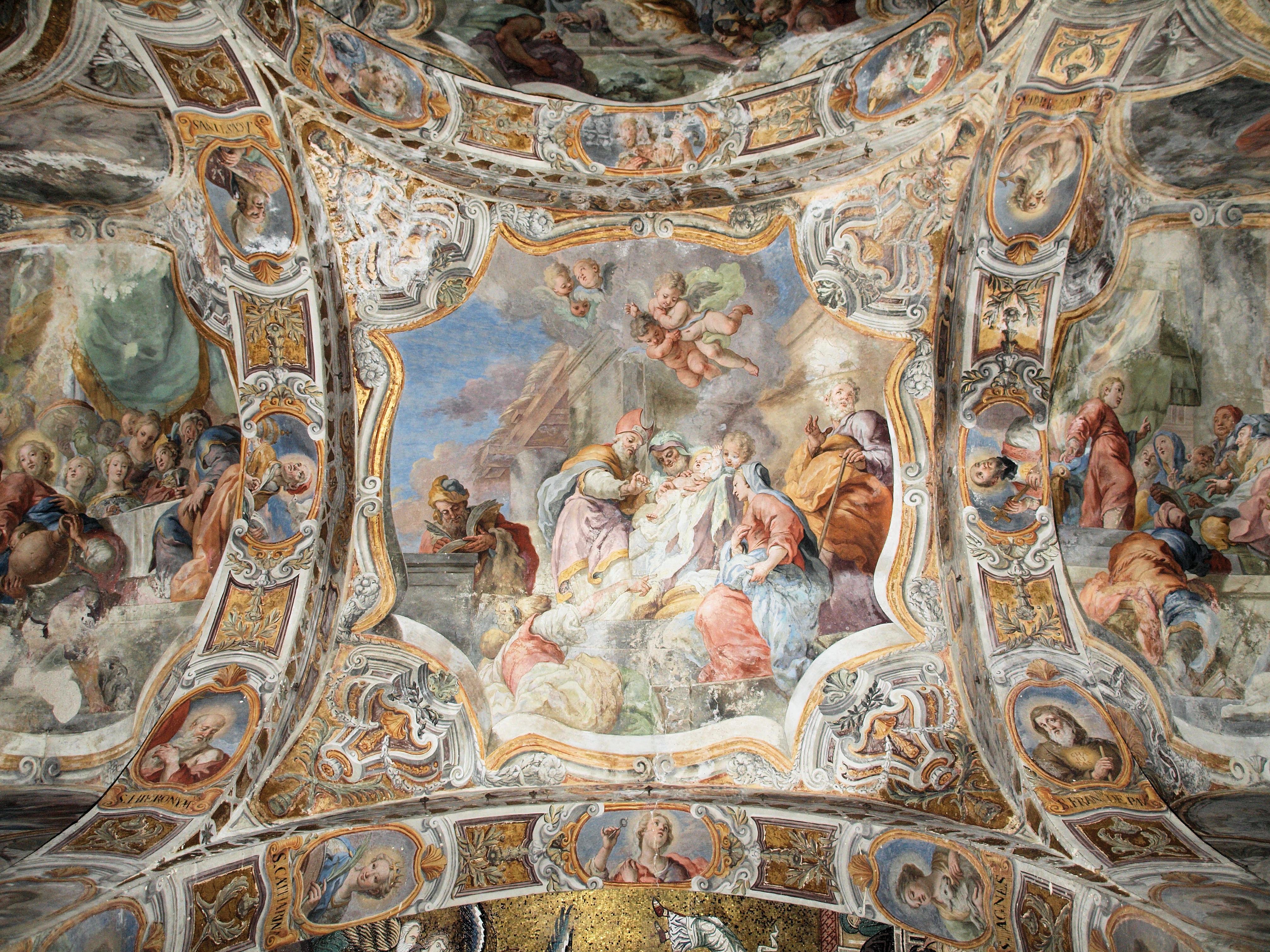
Fresques d'Olivio Sozzi (XVIIe siècle).

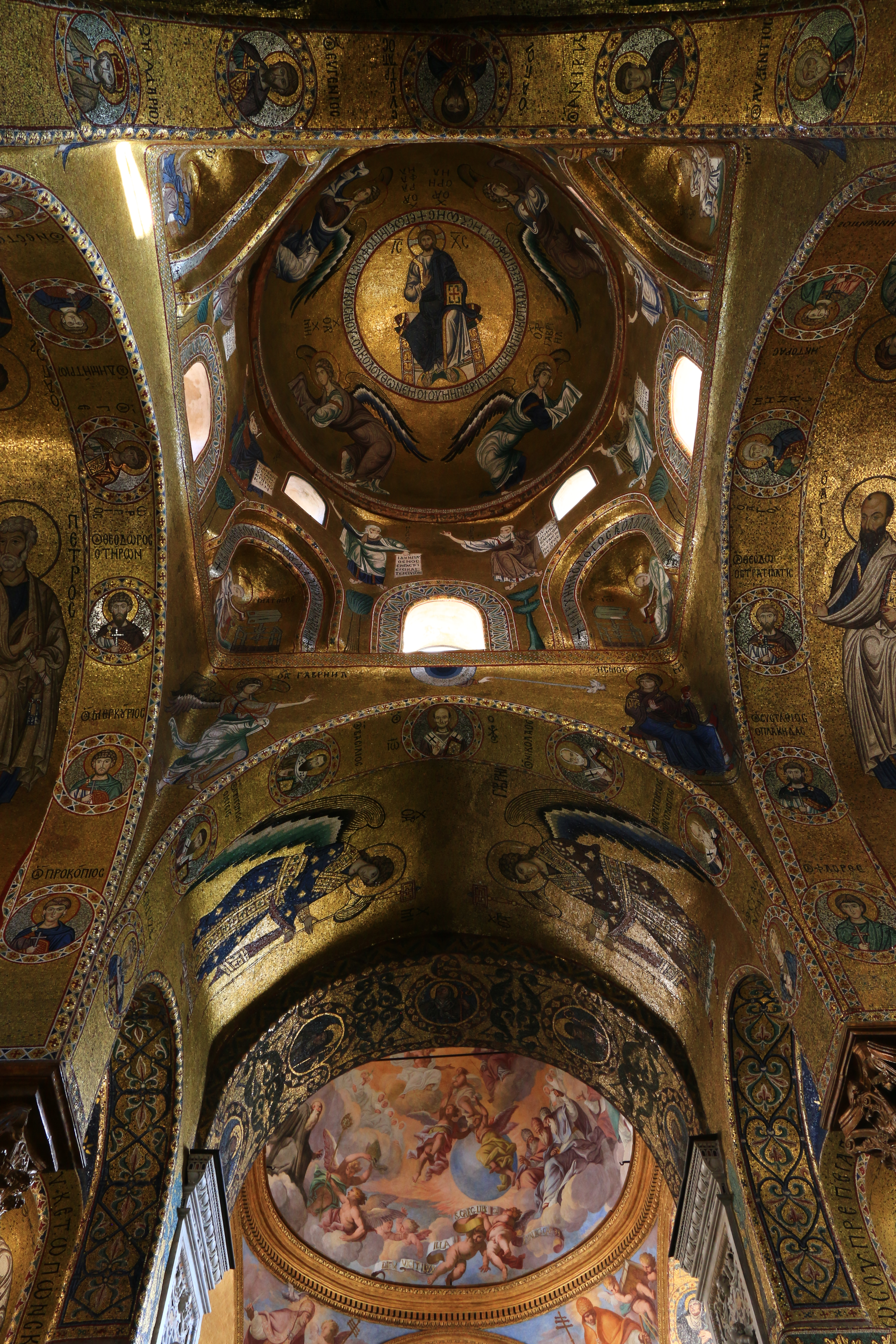
Vue des voûtes et coupoles de l'église permettant de voir les mosaïques originelles (en haut) et les fresques baroques ultérieures (en bas).

À la fin du XVIe siècle des transformations importantes furent réalisées : toute la partie ouest de l’édifice fut détruite. De nouvelles annexes furent ajoutées, ce qui doubla la longueur de l’église. Entre 1683 et le milieu du XVIIIe siècle des ajouts de style baroque modifièrent la décoration de l’église. On y ajouta également la chapelle dédiée à sainte Bénédicte et une sacristie à l’est.
Entre 1683-1687, l'abside centrale fut détruite et remplacée par une abside rectangulaire, selon le projet de Paolo Amato. En 1740, Nicolò Palma proposa une nouvelle façade, selon le goût baroque de l'époque, donnant sur la place. Ainsi, le campanile, originellement distinct de l'église, lui est rattaché. En 1846, le niveau de la place fut abaissé et un petit escalier fut construit.
Dans les années 1870-1873, Giuseppe Patricolo, membre de la Commissione di Antichità e Belle Arti, entreprit la restauration de l'église qui avait pour but de lui rendre son état du XIIe siècle. Il enleva les marbres du XVIIIe siècle des murs du presbytère (dont on avait prévu la destruction) et rétablit le mur de clôture d'origine. Sa méthode de restauration fit l’objet de fortes critiques par la suite.

## Itinéraire d'art

### Première et deuxième travées

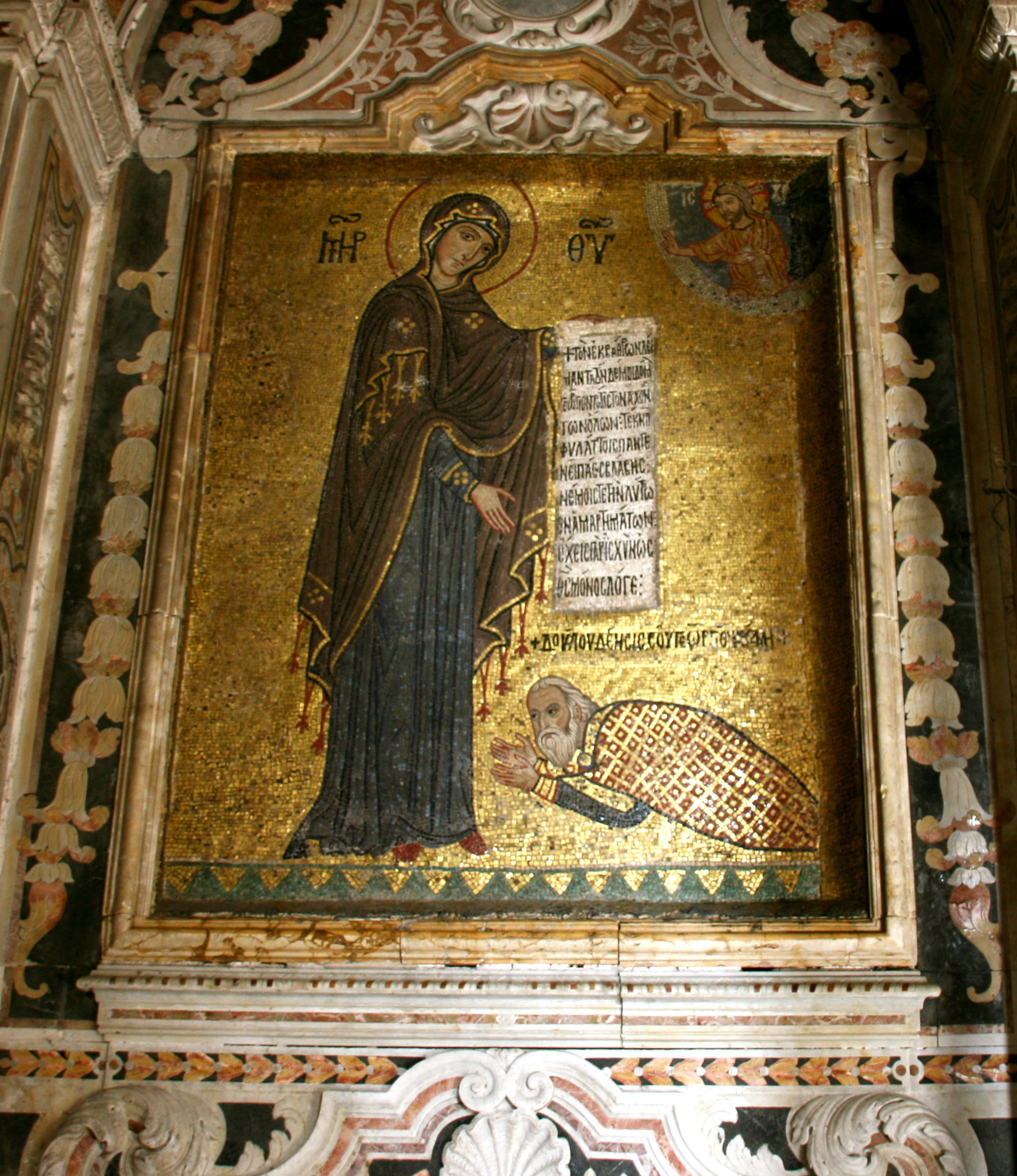
Georges d'Antioche.

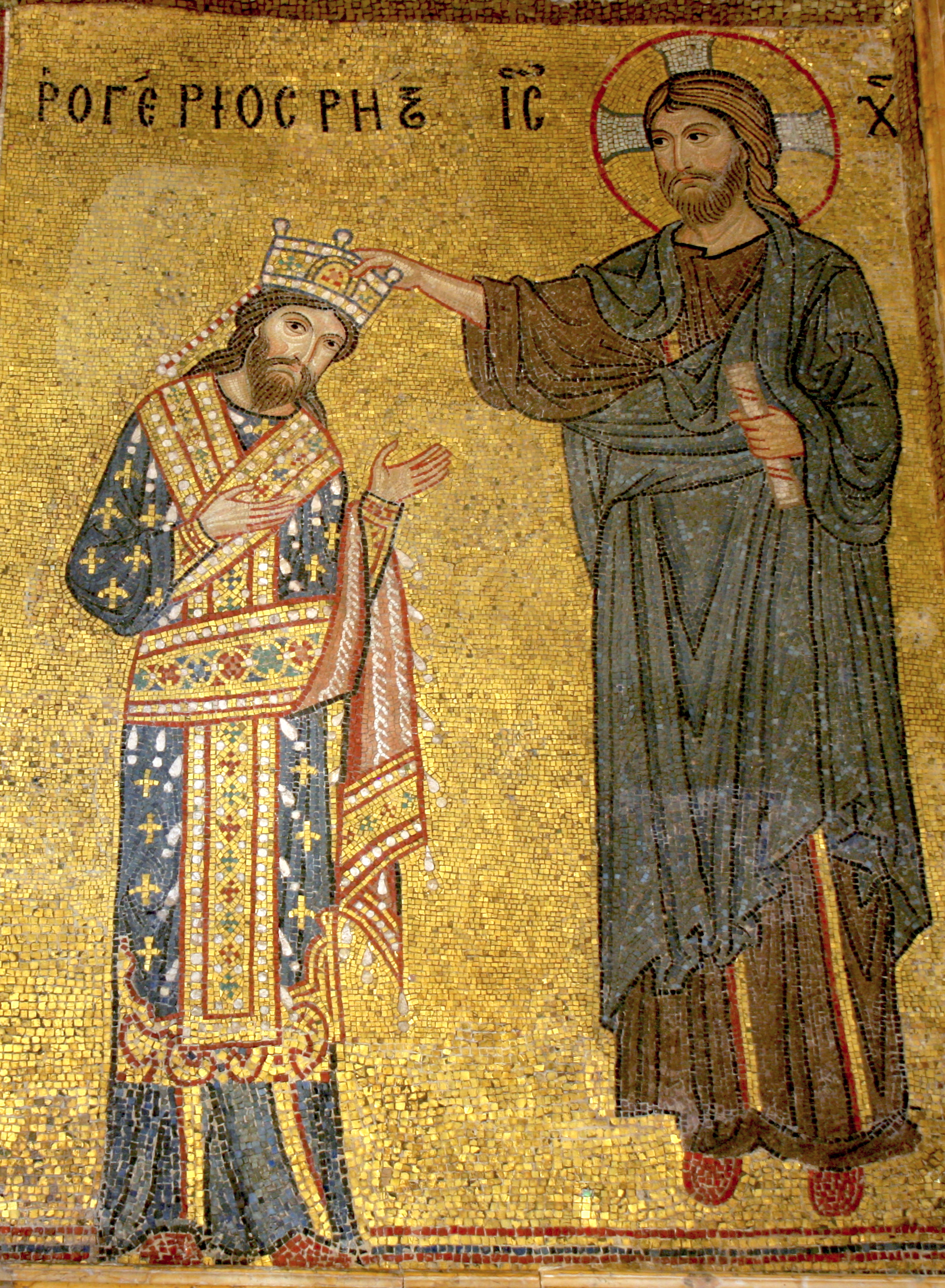
Roger II.

Dans la partie de l'église restaurée au XVIIe siècle, les voûtes sont ornées de fresques d'Olivio Sozzi, d'Antonio Grano et de Guglielmo Borremans datant des XVIIe et XVIIIe siècles. Dans les chapelles latérales, les autels, murs et balustrades sont décorées de stucs, d'émaux et de marqueteries en marbre et pierres semi-précieuses.
À partir des années 1720, des marbres et des fresques donnent à cette partie de l’église un style baroque, sauf sur le mur de revers de l'ancienne façade, où subsistent deux mosaïques représentant une déisis (intercession). Elle montre Roger II couronné par le Christ à gauche du portail et Georges d'Antioche agenouillé devant la Vierge à droite. Seules la tête et les mains de ce dernier sont d'époque.
La représentation de Roger est significative en matière d'iconographie. Dans la tradition chrétienne occidentale, les rois étaient ordinairement couronnés par le pape ou par ses représentants. Ici, la cérémonie du couronnement le montre vêtu à la byzantine d'une longue robe brodée, le loros, d'une étole de légat apostolique, et recevant la couronne ornée de pendentifs, le kamilavkion, insigne impérial à Constantinople, des mains du Christ lui-même.
Roger se comportait en empereur durant son règne et se faisait appeler « Basileus ». La mosaïque du couronnement de Roger possède une inscription dans les deux langues, latin et grec : « Rogerios Rex », le premier mot en grec et le second en latin.

### Troisième travée

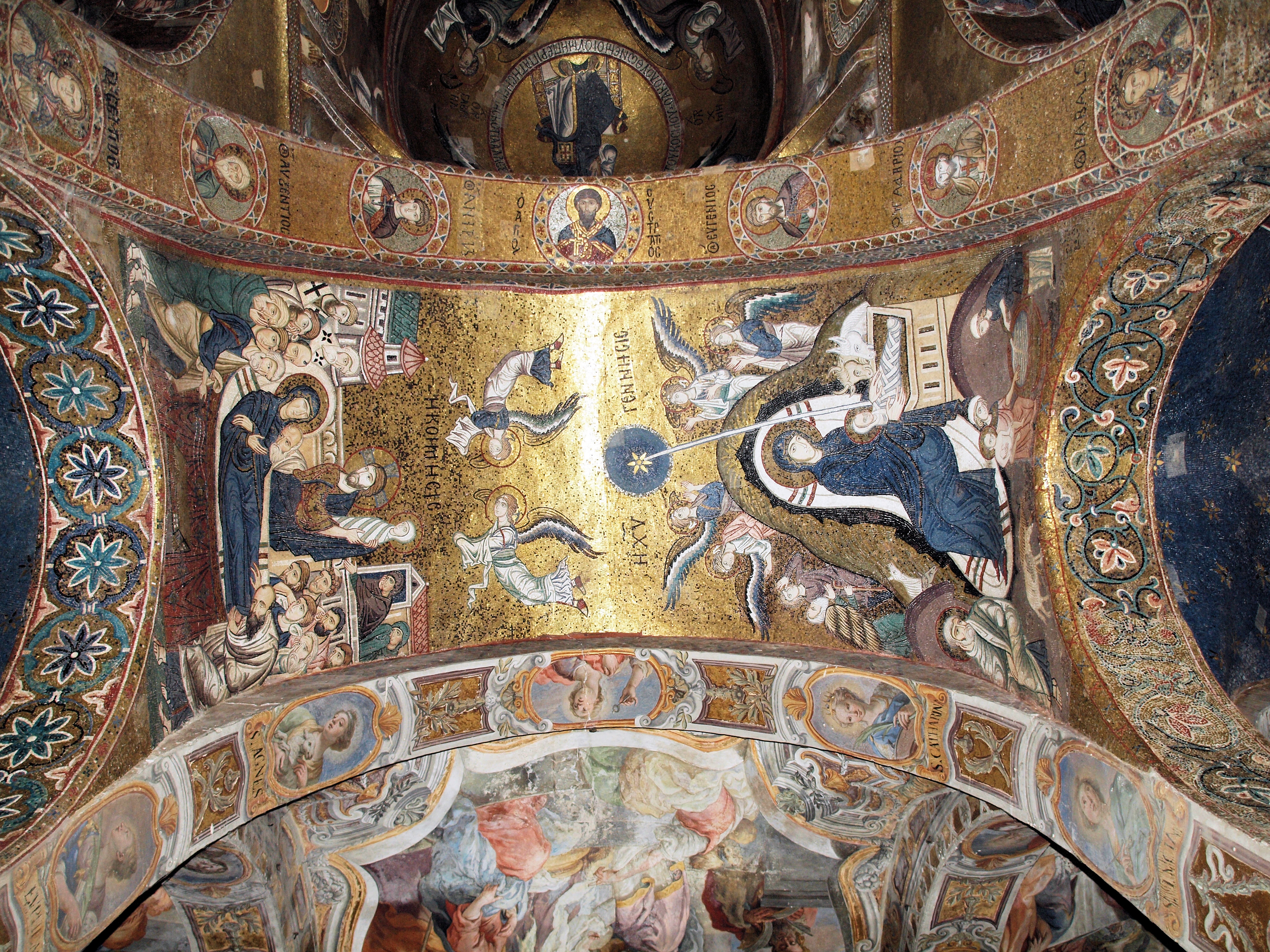
Dormition de la Vierge et Nativité.

Après les deux premières travées, on arrive dans l'église byzanto-normande originelle proprement dite. Le contraste - sans aucune transition - entre les styles baroque sicilien et byzantin apporte beaucoup au charme de l'édifice et à son originalité. Ce contraste est renforcé par la luminosité très importante qui baigne cette partie du bâtiment, par opposition aux deux premières travées plus sombres.
Les murs et la coupole, au sommet de laquelle on trouve l'image du Christ Pantocrator, sont entièrement revêtus de mosaïques d'une grande importance. La décoration en tesselles (carreaux servant aux mosaïstes) fut probablement entreprise quelques années après la consécration en 1143 et terminée avant la mort de George d’Antioche en 1151. Il s'agit des plus vieilles de toute la Sicile, probablement dues aux mêmes artistes que ceux ayant réalisé la chapelle Palatine du Palais des Normands.
Sur la voûte du vaisseau central, deux compositions majestueuses se font face :
- la Dormition de la Vierge à gauche ;
- la Nativité à droite.

### La coupole

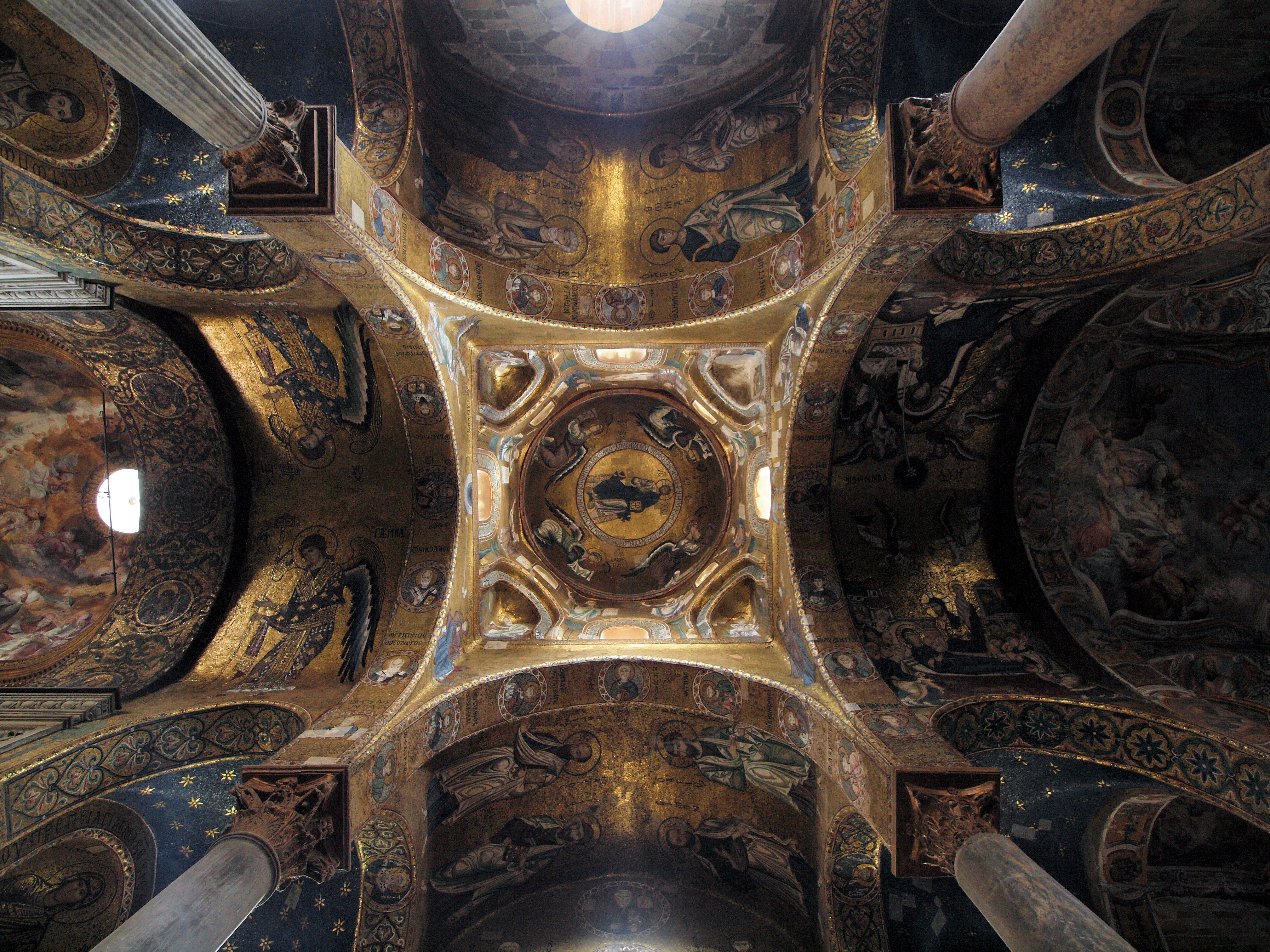
Croisée du transept.

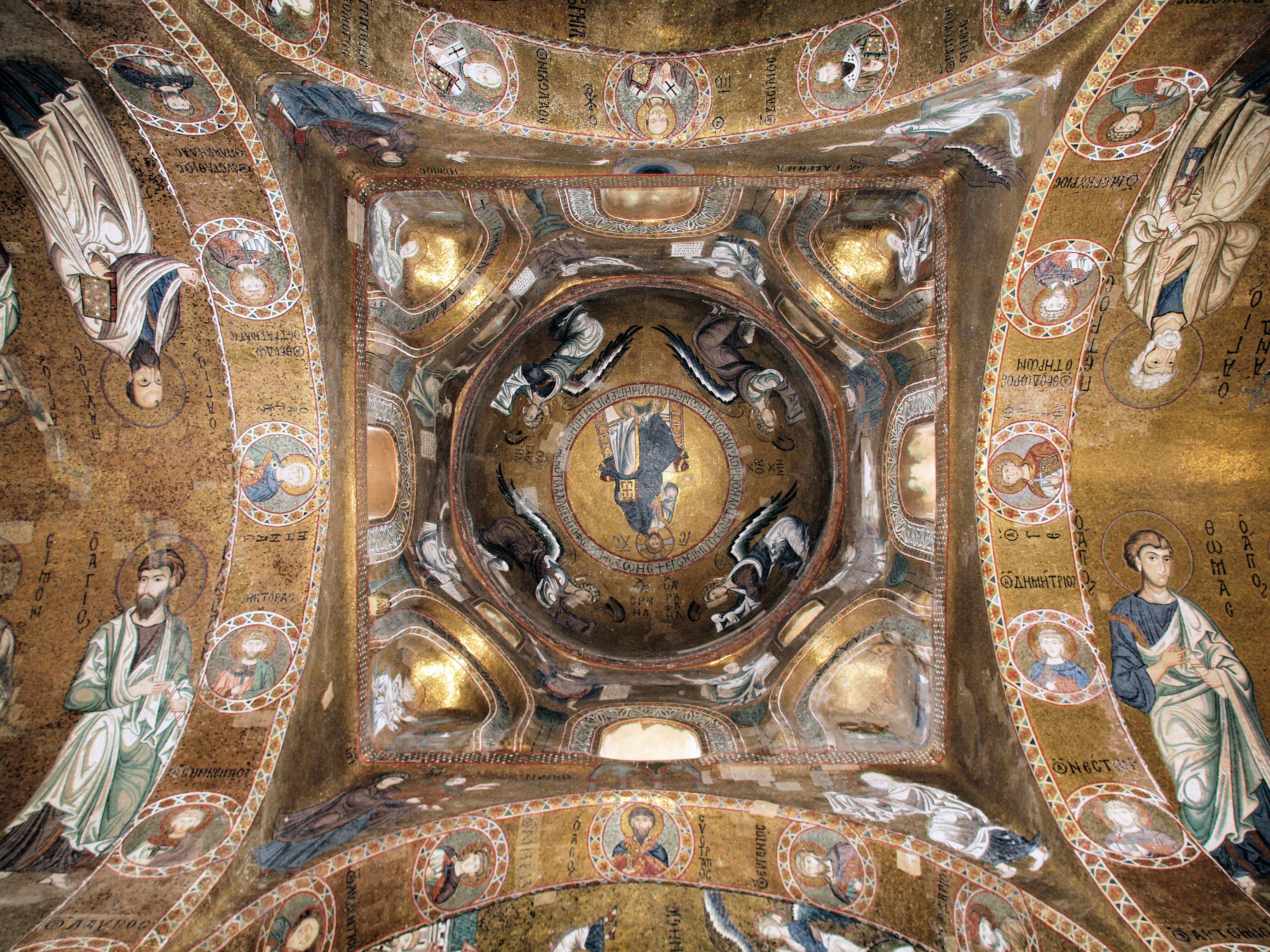
Mosaïques de la coupole et des arcs : prophètes, évangélistes.

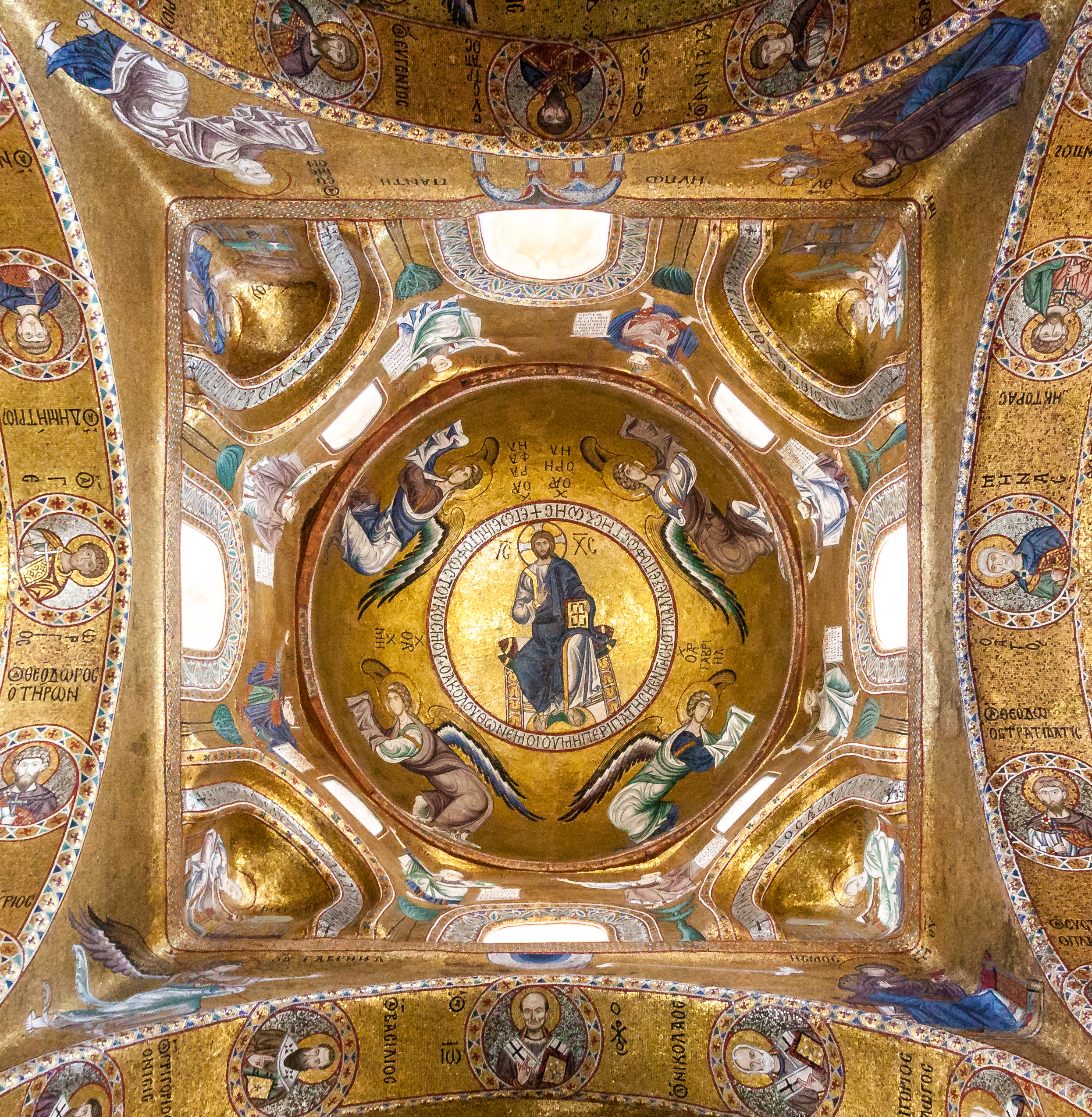
Mosaïques de la coupole : Christ Pantocrator et archanges.

Il s'agit d'une construction sur trompe, portion de voûte tronquée formant support d'un ouvrage (voûte, coupole, tourelle, etc.) en surplomb et permettant de changer de plan d'un niveau à l'autre. L'usage de la coupole sur trompes ne se retrouve pas exclusivement dans l’aire byzantine, mais aussi souvent dans des édifices islamiques qui pourraient l'avoir inspiré également, mais ici la disposition de l'édifice et sa décoration ne laissent pas doute sur son origine byzantine.
Les mosaïques se lisent par étages successifs en partant du sommet. Elles représentent :
- un Christ pantocrator, au centre ;
- descendant sur les côtés, les quatre archanges, comme à la cathédrale de Cefalù : trois originaux (Gabriel, Michel et Raphael) et un apocryphe (Uriel) ;
- sur les angles du tambour, huit prophètes en pied : depuis l’angle est, Jérémie, Isaïe, David, Moïse, Zacharie, Daniel, Élie et Élisée[7] ;
- Les quatre évangélistes Marc, Matthieu, Jean et Luc[3] sont dans des niches à l'étage inférieur, alternant avec des baies lumineuses.

Une inscription islamisante court à la base de la coupole : peinte en blanc sur un fond bleu turquoise, elle mentionne un hymne de la liturgie byzantine traduit en arabe, langue maternelle de Georges d'Antioche. Dans l'arc côté nef, on aperçoit une présentation du Christ au Temple, et côté abside une Annonciation.
En périphérie, sur les voûtes en berceau des travées au nord et au sud de la coupole centrale, huit portraits en pied représentent huit apôtres non-évangélistes : Pierre ; André, son frère ; Jacques ; Philippe ; Barthélemy ; Thomas ; Simon le Zélote ; et Paul. Les évangélistes, les apôtres et le Christ Pantocrator de la coupole évoquent peut-être ensemble l'Ascension, selon une adaptation des programmes iconographiques byzantins.

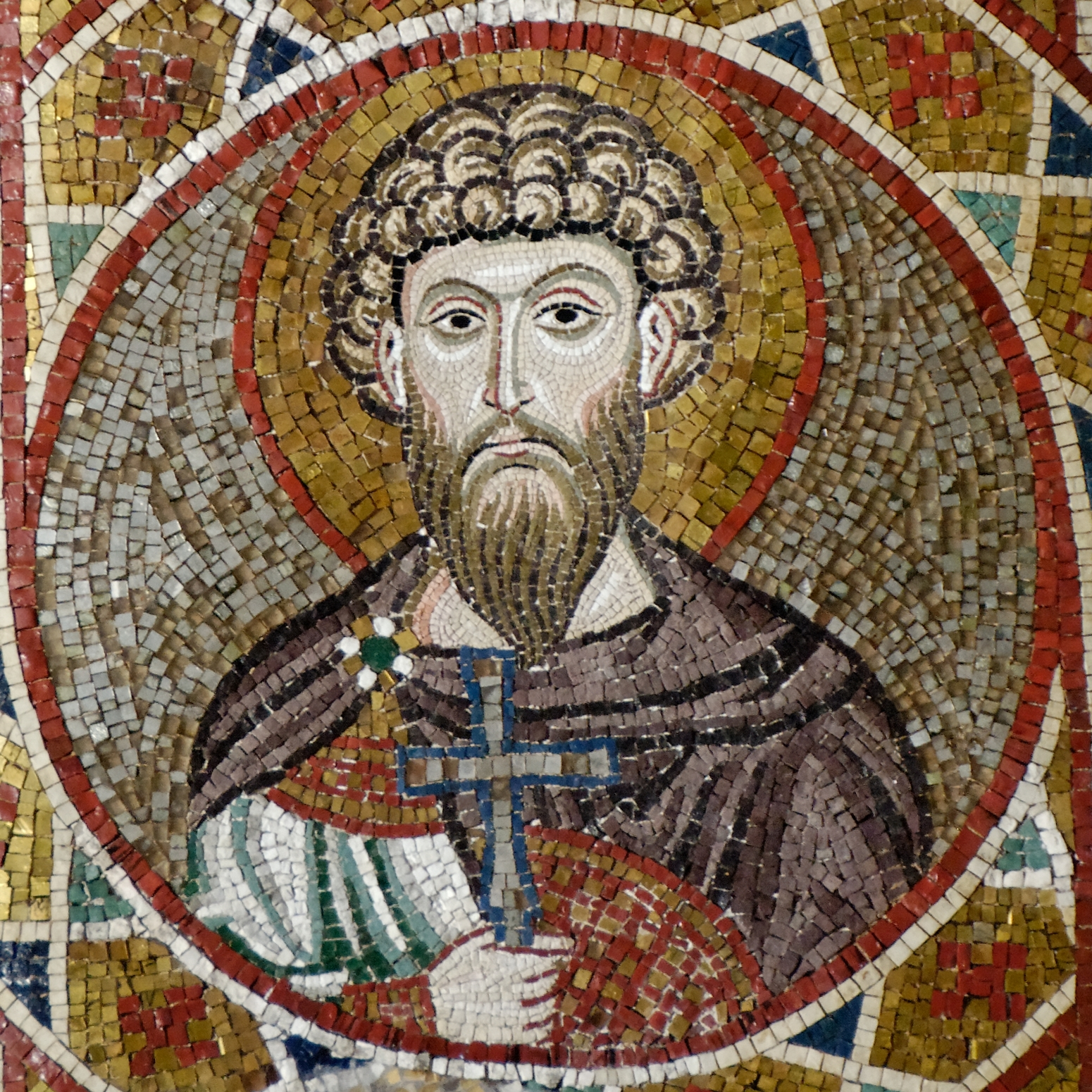
Saint Théodore Tiron (détail de l'arc latéral droit).
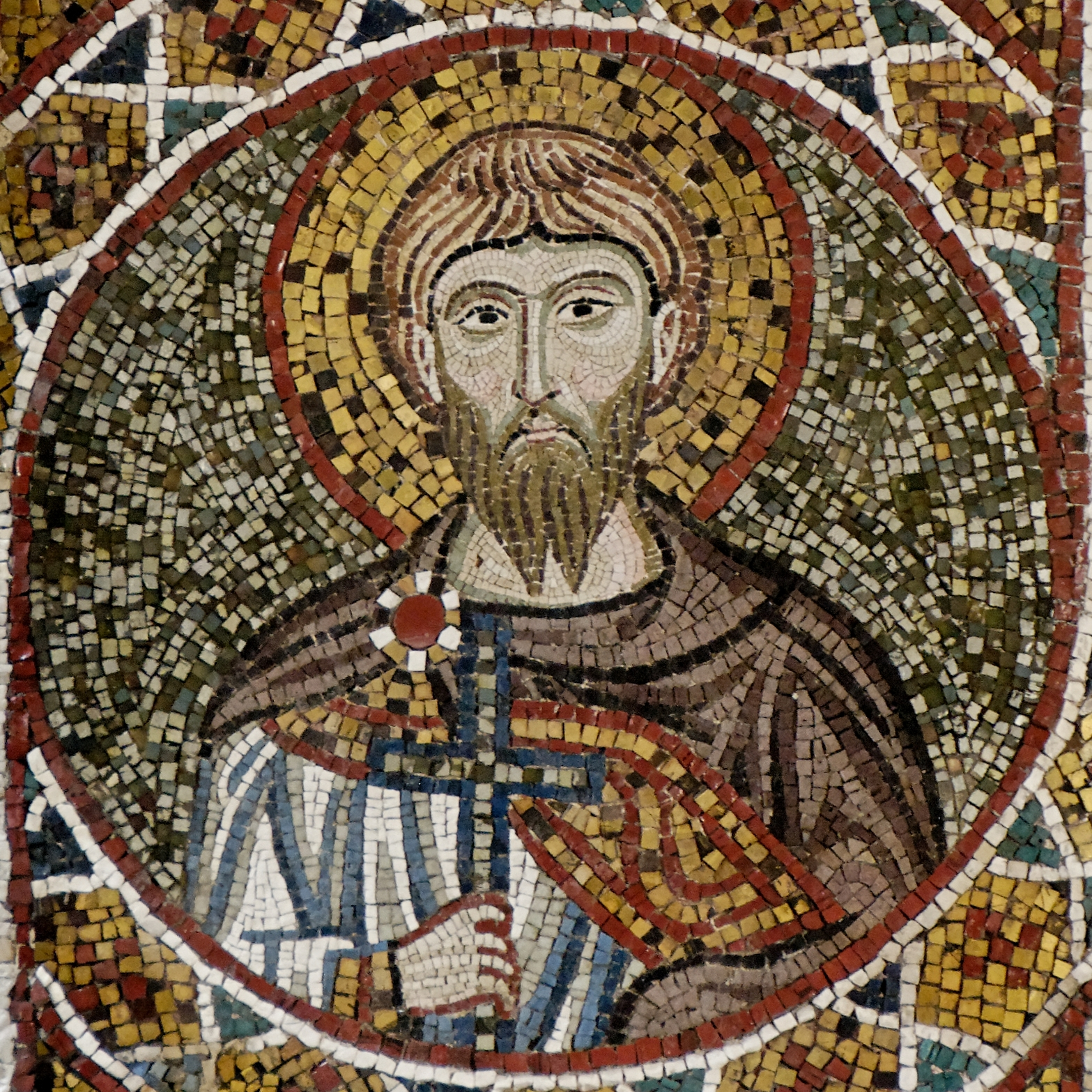
Saint Théodore le Stratilate (détail de l'arc latéral droit).

### Les bas-côtés
Dans les bas-côtés droit et gauche, les apôtres sont représentés par groupe de quatre sur les voutes du transept. Dans les absides latérales, des motifs végétaux (orangers, lianes en forme d'arabesques) sur les encadrures complètent les mosaïques représentant les Saints, tandis que la voute figure un ciel étoilé.

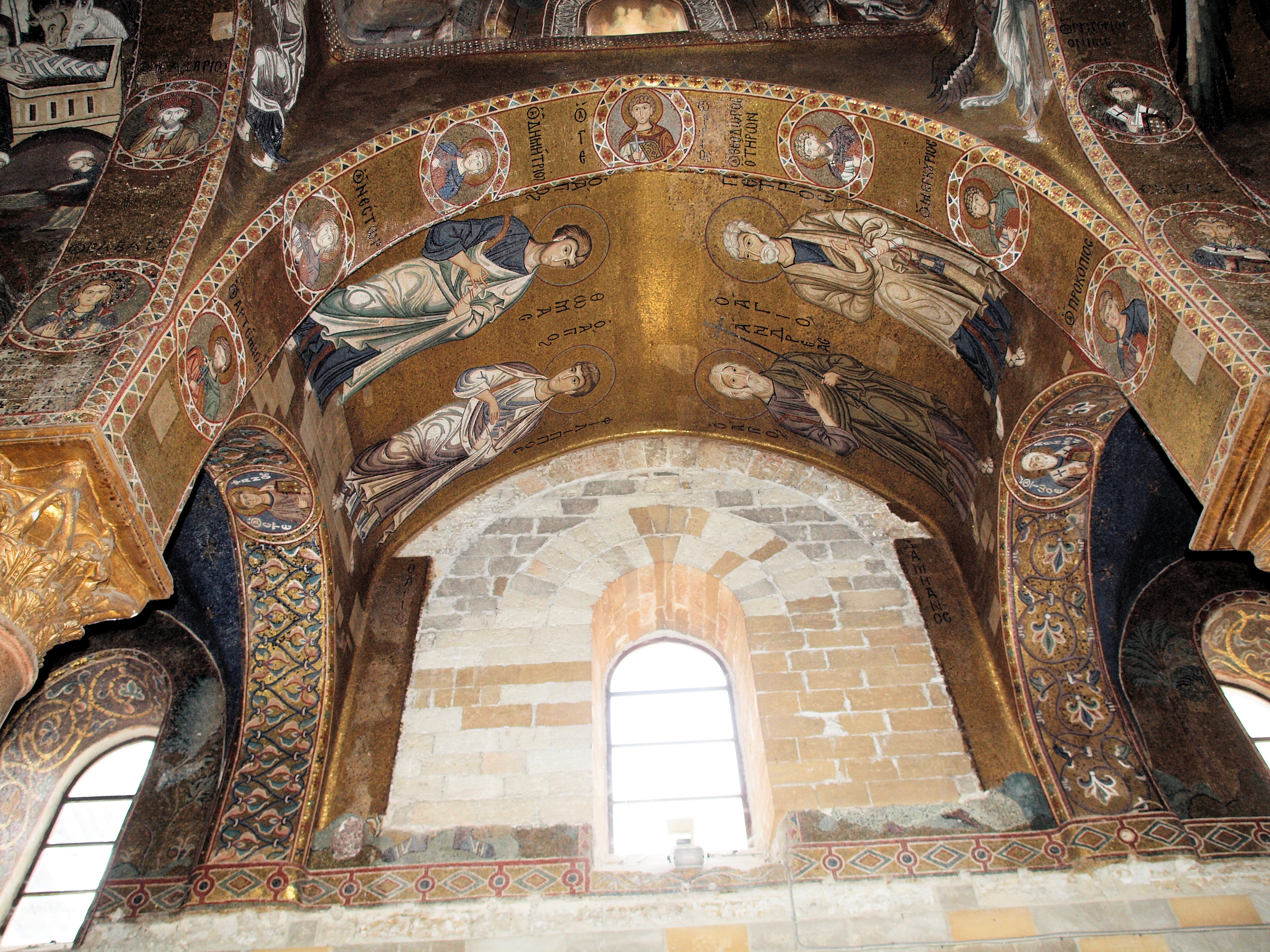
Voute du transept gauche.
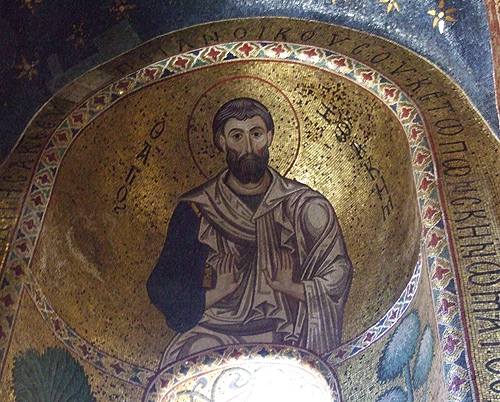
Abside gauche - Saint Joachim.
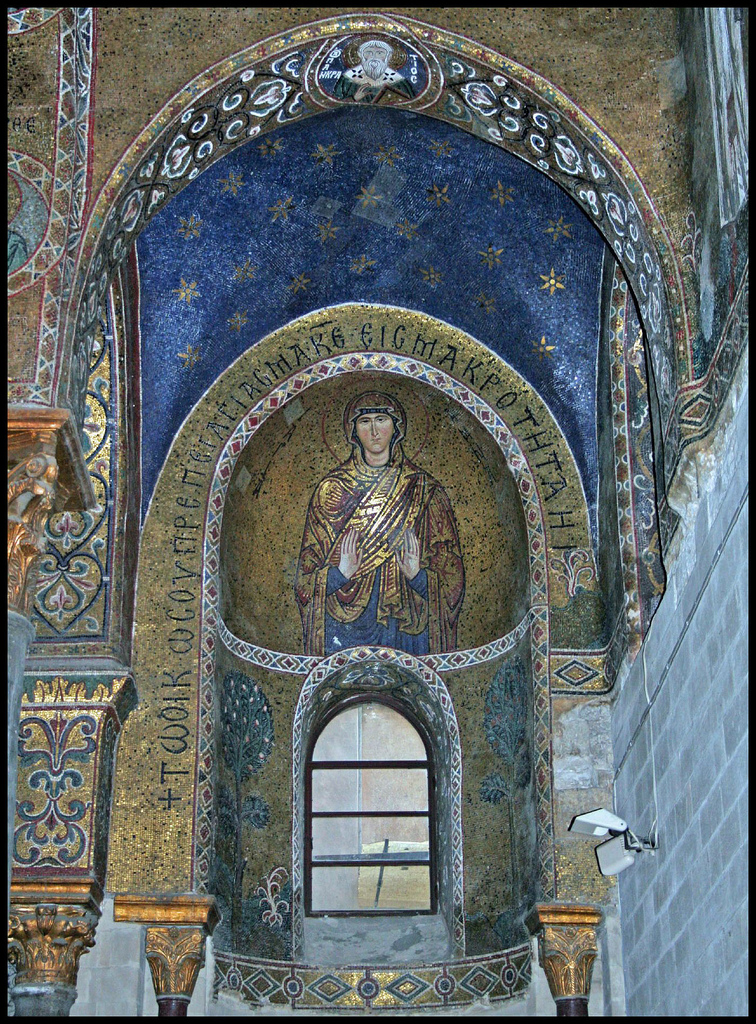
Bas côté et abside du bas-côté droit.
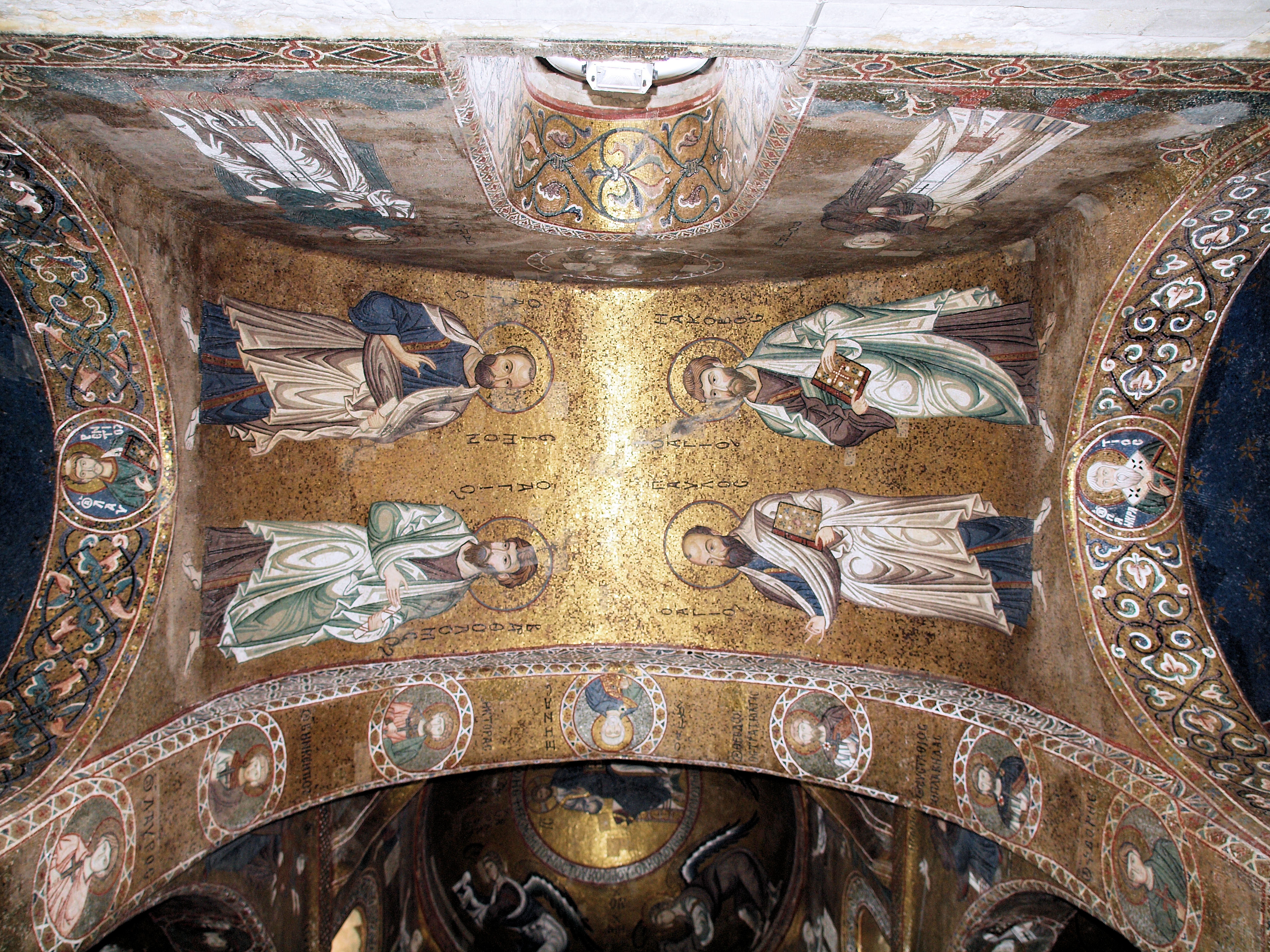
Voute du transept droit.

### Quatrième travée
Une quatrième travée sépare le transept du chœur.
Sur la voûte de la nef principale, les archanges Raphaël et Gabriel sont vêtus comme des notables byzantins.

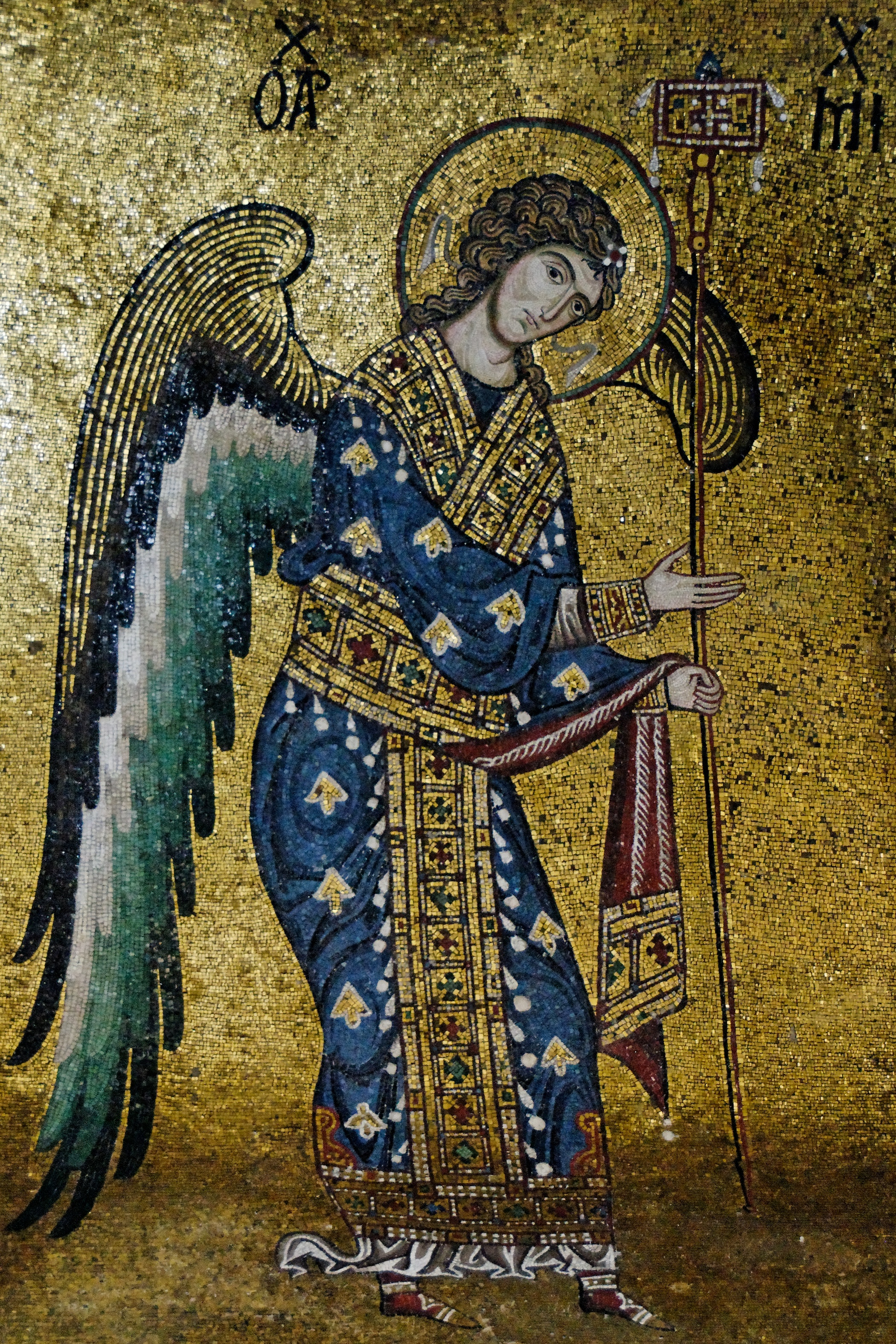
L'archange Michel (détail).
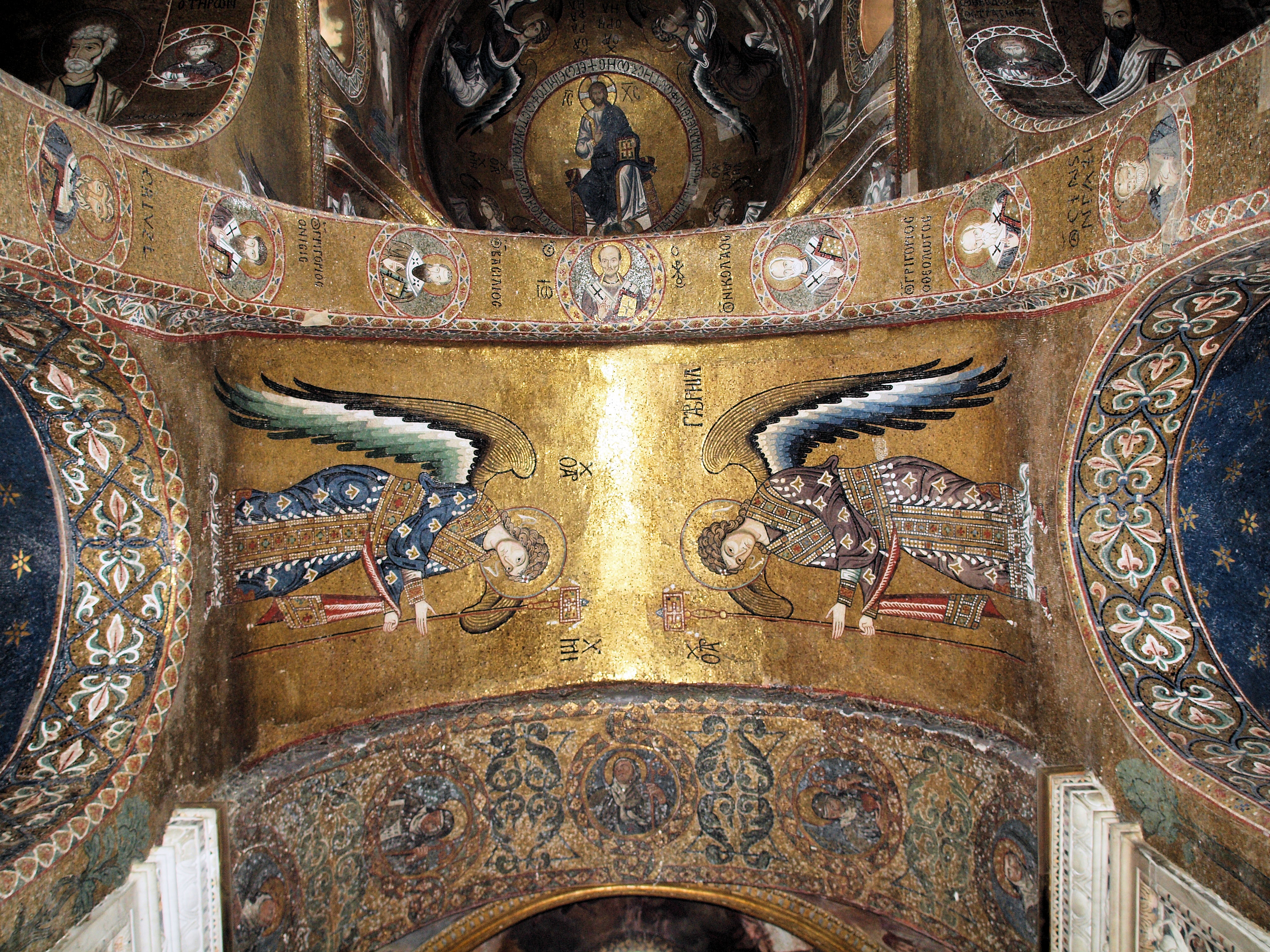
Quatrième travée.
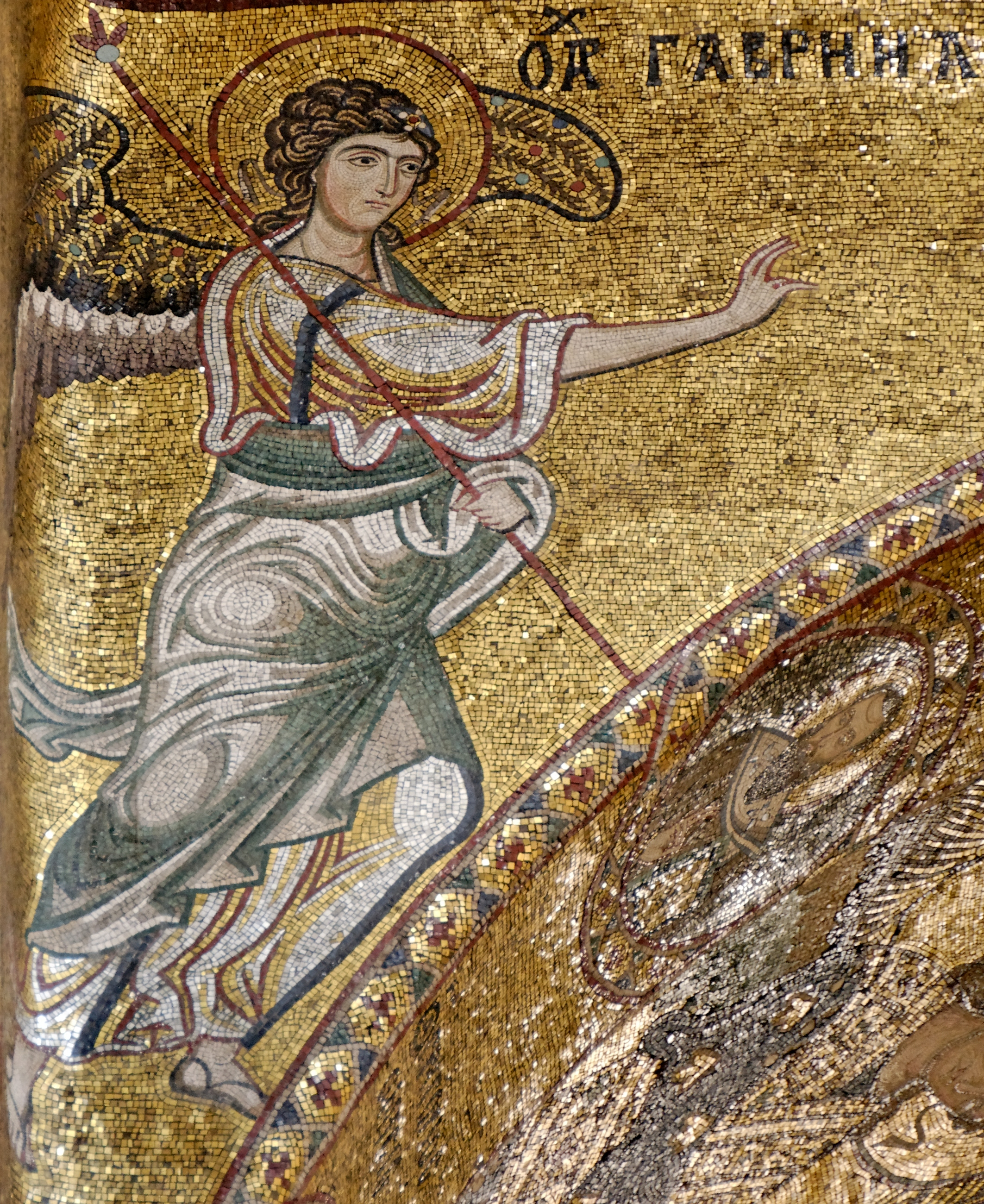
L'archange Raphaël (détail).

### Abside principale

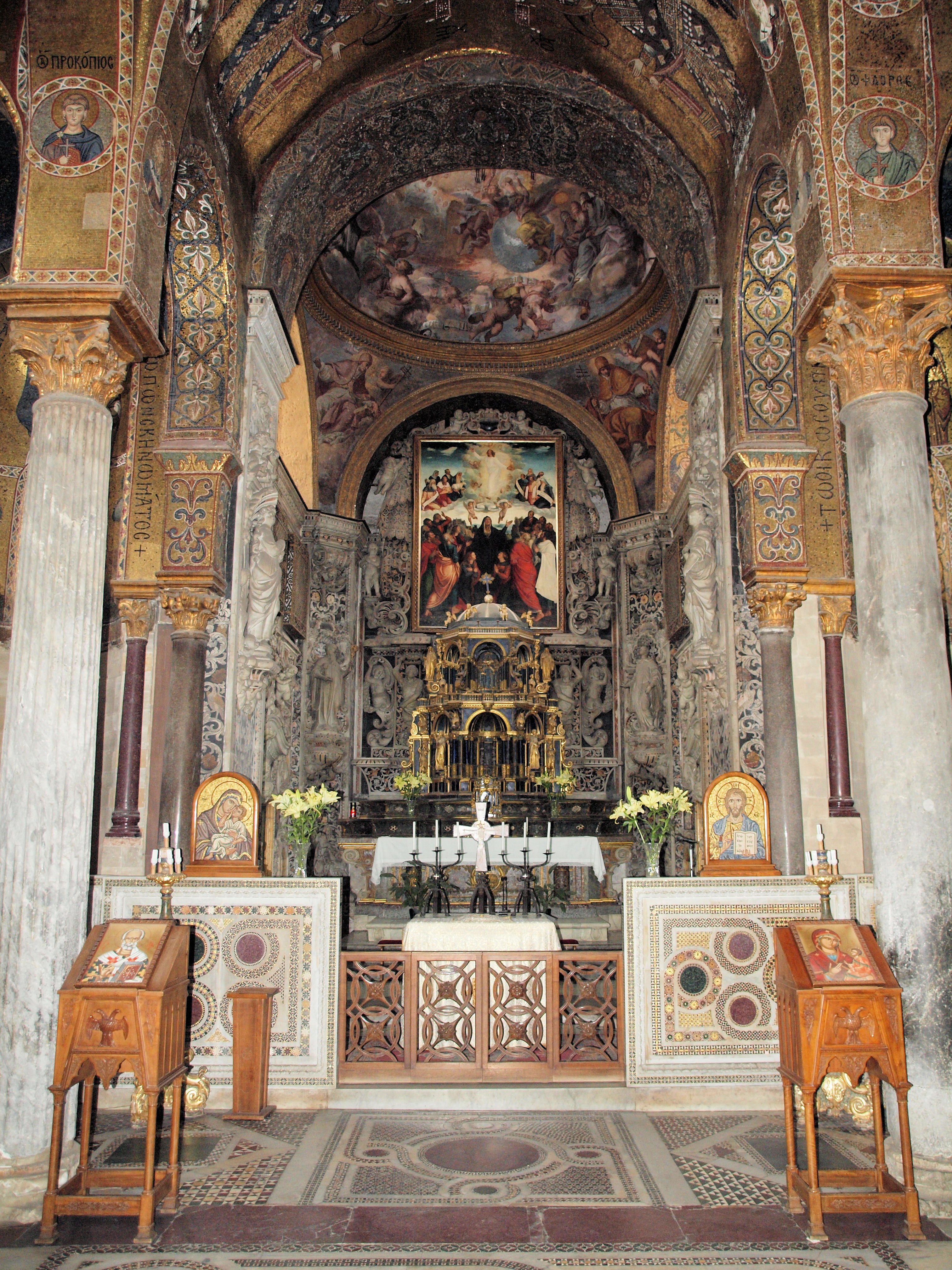

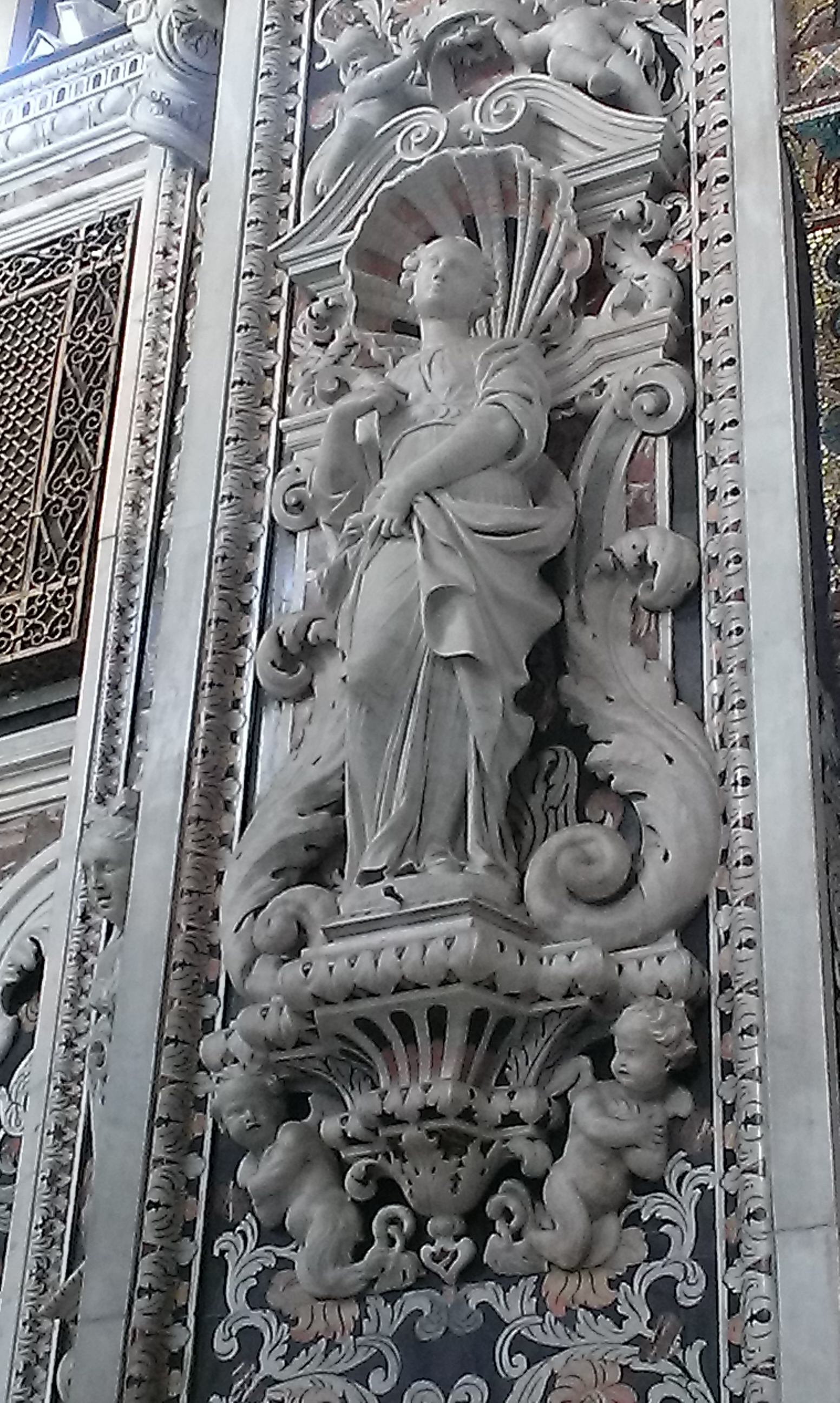

L'abside principale originale fut détruite vers la fin du XVIIe siècle en même temps que la partie ouest de l'église. Elle fut remplacée par une chapelle baroque, appelée cappellone. Cette abside est surplombée d'une coupole, tandis que ses murs sont décorés de marqueteries en marbre, typiques de l'art baroque sicilien triomphant.
De magnifiques clôtures en marbre, mosaïques et porphyre, de style cosmatesque, séparent la chapelle de la nef. Le porphyre, pierre rouge tirant sur le violet, était extrêmement onéreux et symbolisait la puissance de l'empire à Rome puis dans l'empire byzantin. Les enfants nés d'empereur pendant leur règne étaient d'ailleurs appelés porphyrogénetes, littéralement nés dans la Chambre de la Pourpre. Si ces clôtures sont en tous points identiques à celles qu'on trouve dans les édifices religieux byzantins, elles ne sont pas d'époque, mais datent des restaurations entreprises par Giuseppe Patricolo dans les années 1870-1873 pour rendre à l'église son état du XIIe siècle

## Curiosité
Les gâteaux à base de massepain, généralement en forme de fruit, doivent leur nom de martorana au fait que c'étaient, jusqu'au XIXe siècle, les sœurs du monastère de la Martorana qui les préparaient et les vendaient. On les appelle frutta di Martorana.

## Sources et références